# Goljam Brăsjlen
Goljam Brăsjlen (bulgariska: Голям Бръшлен) är en ö i Bulgarien. Den ligger i regionen Silistra, i den nordöstra delen av landet, 290 km nordost om huvudstaden Sofia.